# Live at the Star Club, Hamburg
Ne doit pas être confondu avec Live! at the Star-Club in Hamburg, Germany; 1962.
Albums de Jerry Lee Lewis
Rockin' with Jerry Lee Lewis
(1963) Golden Hits of Jerry Lee Lewis
(1964)
Live at the Star-Club, Hamburg est un album live de Jerry Lee Lewis, accompagné du groupe The Nashville Teens, enregistré au Star-Club de Hambourg (Allemagne) en 1964. Il est considéré par beaucoup de journalistes spécialisés comme l'un des meilleurs albums de l'histoire du rock 'n' roll et est considéré par de nombreux critiques comme le meilleur album enregistré en concert de l'histoire du rock'n roll,,,,.
En outre, il est cité dans l'ouvrage de référence de Robert Dimery Les 1001 albums qu'il faut avoir écoutés dans sa vie.

## Liste des chansons
Version originale
Face 1
1. Mean Woman Blues (4:01)
2. High School Confidential (2:25)
3. Money (That's What I Want) (4:35)
4. Matchbox (2:46)
5. What'd I Say, Partie 1 (2:18)
6. What'd I Say, Partie 2 (3:08)

Face 2
1. Great Balls of Fire (1:48)
2. Good Golly, Miss Molly (2:19)
3. Lewis Boogie (1:55)
4. Your Cheatin' Heart (3:03)
5. Hound Dog (2:28)
6. Long Tall Sally (1:52)
7. Whole Lotta Shakin' Goin' On (4:24)

Réédition CD (le 8 juin, 2004)
1. Mean Woman Blues (4:01)
2. High School Confidential (2:25)
3. Money (That's What I Want) (4:35)
4. Matchbox (2:46)
5. What'd I Say, Partie 1 (2:18)
6. What'd I Say, Partie 2 (3:08)
7. Great Balls of Fire (1:48)
8. Good Golly, Miss Molly (2:19)
9. Lewis' Boogie (1:55)
10. Your Cheatin' Heart (3:03)
11. Hound Dog (2:28)
12. Long Tall Sally (1:52)
13. Whole Lotta Shakin' Goin' On (4:24)
14. Down the Line (2:58) (Cette chanson n'était pas présente sur le disque original).